# Sam Bowie
Samuel Paul "Sam" Bowie (17 de março de 1961), é um ex-jogador norte-americano de basquete que atuava como pivô na NBA.
Bowie teve grande sucesso jogando basquete universitário no ensino médio e na faculdade, sendo escolhido pelo Portland Trail Blazers na segunda posição geral do draft da NBA de 1984 (atrás somente de Hakeem Olajuwon e a frente de Michael Jordan), jogou por 10 anos na NBA, entre 1984 a 1995, mas sofreu com lesões e nunca viu sua carreira ter o sucesso de outros jogadores de 1984.

## Estatísticas na NBA

### Temporada regular
| Ano     | Equipe      | PJ  | PT  | MPP  | %TC  | %3P  | %TL  | RPP  | APP | ROB | TPP | PPP  |
| ------- | ----------- | --- | --- | ---- | ---- | ---- | ---- | ---- | --- | --- | --- | ---- |
| 1984-85 | Portland    | 76  | 62  | 29.2 | .537 | .000 | .711 | 8.6  | 2.8 | .7  | 2.7 | 10.0 |
| 1985-86 | Portland    | 38  | 34  | 29.8 | .484 | .000 | .708 | 8.6  | 2.6 | .6  | 2.5 | 11.8 |
| 1986-87 | Portland    | 5   | 5   | 32.6 | .455 | .000 | .667 | 6.6  | 1.8 | .2  | 2.0 | 16.0 |
| 1988-89 | Portland    | 20  | 0   | 20.6 | .451 | .714 | .571 | 5.3  | 1.8 | .4  | 1.7 | 8.6  |
| 1989-90 | New Jersey  | 68  | 54  | 32.5 | .416 | .323 | .776 | 10.1 | 1.3 | .6  | 1.8 | 14.7 |
| 1990-91 | New Jersey  | 62  | 51  | 30.9 | .434 | .182 | .732 | 7.7  | 2.4 | .7  | 1.5 | 12.9 |
| 1991-92 | New Jersey  | 71  | 61  | 30.7 | .445 | .320 | .757 | 8.1  | 2.6 | .6  | 1.7 | 15.0 |
| 1992-93 | New Jersey  | 79  | 65  | 26.5 | .450 | .333 | .779 | 7.0  | 1.6 | .4  | 1.6 | 9.1  |
| 1993-94 | L.A. Lakers | 25  | 7   | 22.2 | .436 | .250 | .867 | 5.2  | 1.9 | .2  | 1.1 | 8.9  |
| 1994-95 | L.A. Lakers | 67  | 10  | 18.3 | .442 | .182 | .764 | 4.3  | 1.8 | .3  | 1.2 | 4.6  |
| Total   | Total       | 511 | 349 | 27.6 | .452 | .302 | .748 | 7.5  | 2.1 | .5  | 1.8 | 10.9 |

### Playoffs
| Ano   | Equipe      | PJ | PT | MPP  | %TC  | %3P  | %TL   | RPP | APP | ROB | TPP | PPP  |
| ----- | ----------- | -- | -- | ---- | ---- | ---- | ----- | --- | --- | --- | --- | ---- |
| 1985  | Portland    | 9  | 9  | 28.8 | .441 | .000 | .560  | 8.4 | 2.3 | .4  | 2.3 | 7.3  |
| 1989  | Portland    | 3  | 1  | 22.3 | .429 | .500 | .750  | 6.7 | 1.0 | .2  | 2.3 | 10.3 |
| 1992  | New Jersey  | 4  | 4  | 28.0 | .424 | .500 | .667  | 4.8 | 2.3 | .8  | .8  | 9.3  |
| 1993  | New Jersey  | 3  | 3  | 23.7 | .444 | .000 | 1.000 | 4.0 | .7  | 2.0 | .3  | 3.3  |
| 1995  | L.A. Lakers | 10 | 0  | 13.5 | .267 | .000 | 1.000 | 3.3 | .3  | .1  | .9  | 2.1  |
| Total | Total       | 29 | 17 | 22.2 | .403 | .500 | .673  | 5.5 | 1.3 | .5  | 1.4 | 5.7  |